# Sultan Iskandar Muda International Airport
Sultan Iskandar Muda International Airport (engelska: Banda Aceh International Airport) är en flygplats i Indonesien. Den ligger i den västra delen av landet, 1 800 km nordväst om huvudstaden Jakarta. Sultan Iskandar Muda International Airport ligger 19 meter över havet.
Terrängen runt Sultan Iskandar Muda International Airport är platt åt sydväst, men åt nordost är den kuperad.Runt Sultan Iskandar Muda International Airport är det tätbefolkat, med 266 invånare per kvadratkilometer. Närmaste större samhälle är Banda Aceh, 11,5 km väster om Sultan Iskandar Muda International Airport. Trakten runt Sultan Iskandar Muda International Airport består till största delen av jordbruksmark.